# Институт иммунобиологии и эпигенетики Общества Макса Планка
Институт иммунобиологии и эпигенетики Общества Макса Планка (нем. Max-Planck-Institut für Immunbiologie und Epigenetik) во Фрайбурге, Германия, является междисциплинарным исследовательским институтом, который проводит фундаментальные исследования в области современной иммунобиологии, биологии развития и эпигенетики.
Институт был основан в 1961 году как Институт иммунобиологии Макса Планка и является одним из 86 учреждений Общества Макса Планка. Первоначально называвшийся Институтом иммунобиологии Макса Планка (англ. Max Planck Institute of Immunobiology), он получил название в 2010 году, поскольку его исследовательские направления расширились до изучения эпигенетики.
Исследователи института изучают развитие иммунной системы и анализируют гены и молекулы, важные для ее функционирования, исследуют, как химические изменения ДНК влияют на иммунную защиту.
Биолог Жорж Кёлер, один из лауреатов Нобелевской премии по физиологии и медицине 1984 года, был директором института с 1984 года до своей смерти в 1995 году.

## История
Институт был основан в 1961 году на базе исследовательской деятельности фармацевтической компании Wander AG во Фрайбурге. К 1970-м годам институт занимался исследованиями, посвященными взаимодействию инфекционных агентов, особенно эндотоксина, с иммунной системой человека. С 1990-х годов институт всё больше внимания уделял генетическому импринтингу и эпигенетике. Позже области исследований были расширены и теперь включают молекулярные механизмы дифференцировки лимфоидных клеток и регуляцию генов посредством внеклеточных сигналов. В 2007 году «Институт иммунобиологии Макса Планка» включил эпигенетику в качестве нового отдела, и в 2010 году институт был официально переименован в «Институт иммунобиологии и эпигенетики Общества Макса Планка».

## Структура
Институт состоит из четырех отделов (в настоящее время регуляции хроматина, эпигенетики, иммунологии развития и биологической физики). Помимо четырех отделов институте действуют десять исследовательских групп, а также одна почетная исследовательская группа. Все группы считаются равноценными.  В состав института также входил дополнительный университетский отдел молекулярной иммунологии, возглавляемый Майклом Ретом с 2002 по 2017 год, и лаборатория Спемана с 1990 по 2021 год.

### Регуляция хроматина
Отдел регуляции хроматина под руководством Асифы Ахтар направлен на изучение хроматина и эпигенетических механизмов регуляции генов. Отдел также изучает посредством применения дозовой компенсации с помощью биохимических, генетических, геномных и биоинформатических методологий, играет ли организация хромосом и ядерная архитектура роль в транскрипционной активности и как это влияет на регуляцию Х-хромосомы.

### Иммунология развития
Под руководством Томаса Бема (Thomas Boehm) отделение иммунологии развития исследует биологию и эволюцию лимфоидных органов, а также адаптивной иммунной системы, кишечной иммунной системы, а также адаптивного и врожденного иммунитета.

### Эпигенетика
Отдел, возглавляемый Томасом Дженувейном, занимается изучением основных эпигенетических механизмов нормального развития диабета и ожирения. Кафедра состоит из двух независимых исследовательских групп.

### Биологическая физика
Кафедра биологической физики под руководством Ибрагима Сиссе использует визирование одиночных молекул живых клеток сверхвысокого разрешения для изучения биомолекулярных взаимодействий в клетках млекопитающих.

## Руководство
В состав Правления института входят избранные члены Общества Макса Планка: соруководители института и заведующие отделами. Управляющий директор меняется каждые три года среди этих содиректоров. В настоящее время в состав Правления (Коллегии) входят следующие члены:
Управляющий:
- Томас Дженувейн[14]

Научные члены:
- Асифа Ахтар
- Томас Бём (Thomas Boehm)
- Ибрагим Сиссе

Адъюнкт-научные члены:
- Майкл Села
- Барбара Ноулз (Barbara B. Knowles)
- Майкл Рет (Michael Reth)[15]
- Ален Фишер

## Директора
Директорами института были:
- 1961–1982 Отто Вестфаль (Otto Westphal)
- 1964–1981 Герберт Фишер (Herbert Fischer)
- 1965–1988 Отто Людериц (Otto Lüderitz)
- 1981–2004 Клаус Эйхман (Klaus Eichmann)
- 1984–1995 Жорж Дж. Ф. Келер
- 1991–2006 Давор Солтер
- 1992–2013 Рольф Кемлер
- 2004–2020 Рудольф Гроссшедль (Rudolf Grosschedl)[17]
- 2015–2020 Эрика Пирс
- 2021 — Ибрагим Сиссе [18]

## Внешние ссылки
- Домашняя страница — Институт иммунобиологии и эпигенетики Общества Макса Планка
- Домашняя страница Международной исследовательской школы Макса Планка (IMPRS) по иммунобиологии, эпигенетике и метаболизму